# Contea di Newberry
La contea di Newberry (in inglese Newberry County) è una contea dello Stato della Carolina del Sud, negli Stati Uniti. La popolazione al censimento del 2000 era di 36 108 abitanti. Il capoluogo di contea è Newberry.

## Geografia
La contea si trova nel centro-ovest dello Stato e rientra nella regione del Piedmont. Il fiume Broad forma parte del confine est e il fiume Saluda forma il confine sud. Gran parte della contea è occupata dalla foresta nazionale di Sumter.

### Contee confinanti
- Contea di Union - nord
- Contea di Fairfield - est
- Contea di Richland - est
- Contea di Lexington - sud-est
- Contea di Saluda - sud
- Contea di Greenwood - sud-ovest
- Contea di Laurens - ovest

## Storia
L'area era abitata da nativi Cherokee prima dell'arrivo dei coloni. La contea fu creata nel 1785 e secondo alcune fonti il nome Newberry sarebbe stato il cognome di una famiglia importante.

## Comuni
L'unica city è Newberry, il capoluogo.

### Towns
- Little Mountain
- Peak
- Pomaria
- Prosperity
- Silverstreet
- Whitmire